# Fenkám
Fenkám je debutové album písničkáře Xaviera Baumaxy. Všechny písně napsal a zpívá Xavier Baumaxa.
Nahráno 17. srpna 2003 ve studiu SoundBox.

## Seznam skladeb
| 01 | Nedělní chvilka poesie | 0:21 |
| 02 | Jsi tzatzikáně         | 0:17 |
| 03 | Romale rap             | 3:17 |
| 04 | Parapety               | 4:02 |
| 05 | Zdvořilý host          | 0:17 |
| 06 | Nonšalantní bonviván   | 3:17 |
| 07 | Joe Zawinul            | 0:19 |
| 08 | Synkopy                | 4:24 |
| 09 | Jazzýček               | 3:46 |
| 10 | Munchies               | 0:12 |
| 11 | Kultura je plná kultů  | 3:03 |
| 12 | Nedělní chvilka poesie | 0:19 |
| 13 | Noční Praha            | 0:25 |
| 14 | Kafkova Praha          | 2:26 |
| 15 | Libíčkova dívka        | 3:05 |
| 16 | Paříž                  | 0:19 |
| 17 | Homo-opo-čenský        | 4:33 |